# Olaf Christen
Olaf Christen (* 25. August 1961 in Hamburg-Bergedorf; † 2. Februar 2020 in Markkleeberg) war ein deutscher Agrarwissenschaftler.

## Leben
Nach dem Studium der Agrarwissenschaften an der Christian-Albrechts-Universität zu Kiel (bis 1988) und der Promotion im Pflanzenbau (1990) war er Postdoctoral Fellow im Department of Agronomy and Soil Science der University of New England (1991–1992). Er war Assistent am Institut für Pflanzenbau und Pflanzenzüchtung (CAU Kiel). Nach der Habilitation im Fach Pflanzenbau (1998) war er C4-Professor für Allgemeiner Pflanzenbau / ökologischer Landbau an der Martin-Luther-Universität Halle-Wittenberg (seit 2000).
Seine Forschungsschwerpunkte waren Entwicklung von Einzelindikatoren und Indikatorsystemen zur Bewertung produktionstechnischer Maßnahmen sowie ganzer Betriebssysteme, Nachhaltigkeitsbewertung landwirtschaftlicher Nutzungssysteme auf der Betriebsebene und in der Wertschöpfungskette, Entwicklung bodenschonender und standortangepaßter Verfahren der Bodenbearbeitung, Grundlagenuntersuchungen zu Precision Agriculture, Umweltwirkungen von nachwachsenden Rohstoffen (Kurzumtriebsplantagen, Maisanbau) und Fragen der Fruchtfolgegestaltung.

## Schriften (Auswahl)
- Untersuchungen zur Anbautechnik von Winterweizen nach unterschiedlichen Vorfruchtkombinationen. Kiel 1998, OCLC 722767469.
- Nachhaltige Landwirtschaft. Von der Ideengeschichte zur praktischen Umsetzung. Bonn 1999, ISBN 3-926898-14-3.
- mit Zita O’Halloran-Wietholtz: Indikatoren für eine nachhaltige Entwicklung der Landwirtschaft. Bonn 2001, ISBN 3-926898-17-8.
- mit Wolfgang Heyer: Landwirtschaft und Biodiversität. Zusammenhänge und Wirkungen in Agrarökosystemen. Bonn 2005, ISBN 3-926898-22-4.